# Nehalennia gracilis
Nehalennia gracilis е вид водно конче от семейство Coenagrionidae. Видът не е застрашен от изчезване.

## Разпространение
Разпространен е в Канада (Нова Скотия, Ню Брънзуик, Онтарио и Остров Принц Едуард) и САЩ (Алабама, Вирджиния, Върмонт, Делауеър, Джорджия, Западна Вирджиния, Индиана, Масачузетс, Мейн, Мериленд, Мисисипи, Мисури, Мичиган, Ню Джърси, Ню Йорк, Ню Хампшър, Охайо, Пенсилвания, Род Айлънд, Северна Каролина, Уисконсин, Флорида и Южна Каролина).

## Описание
Популацията на вида е стабилна.